# Spermacoce dimorpha
Spermacoce dimorpha är en måreväxtart som först beskrevs av Joseph Harold Kirkbride, och fick sitt nu gällande namn av Piero G. Delprete. Spermacoce dimorpha ingår i släktet Spermacoce och familjen måreväxter. Inga underarter finns listade i Catalogue of Life.